# Budova Chebské eskomptní společnosti
Budova Chebské eskomptní společnosti je reprezentativní budova na rohu ulic Svobody a Májová v centru města Cheb. Vzniklá roku 1900 na objednávku Chebské eskomptní společnosti na místě bývalého statku rodiny Krausů, který společnost odkoupila roku 1899. Jedná se o jednu z nejvýznamnějších novorenesančních staveb ve městě. Mohutné nároží je korunováno výraznou kupolí.